# GIRLS LOVE
『GIRLS LOVE』（ガールズ・ラブ）は、2009年に公開された日本映画。「avexニュースター・シネマ・コレクション」の第3弾。

## ストーリー
保母さんになりたいと言いながらピアニストを目指しているヨーコは、陸上部で練習する少女・ナツオの姿を窓際で見ていた。ある日、音楽室の窓際にあった落し物を見つけたヨーコを見たナツオは、グラウンドから音楽室に駆け込みヨーコを助ける。その日からナツオとヨーコは仲良くなっていくが、数日後、ナツオが練習中に病気で倒れて・・・。

## キャスト
- ナツオ：大石参月
- ヨーコ：下宮里穂子
- 谷口紗耶香
- 赤谷奈緒子
- 有末麻祐子
- 菅由彩子
- 宮澤美保
- 久世星佳

## 主題歌
- 甲斐名都  「桜色のてがみ」